# Henning
Henning är ett forntyskt mansnamn med oklart ursprung. Det kan härstamma från Johannes eller Henrik. Enligt en annan tolkning betyder det 'den som stiftar fred'.
Namnet började användas i Sverige på 1300-talet (äldsta belägg från 1352)  och var populärt i slutet av 1800-talet och början på 1900-talet. De senaste åren har det legat runt plats 200 på topplistan. Den 31 december 2019 fanns totalt 8 134 personer i Sverige med namnet Henning, varav 1 770 med det som tilltalsnamn. År 2003 fick 98 pojkar namnet, varav 21 fick det som tilltalsnamn. Henning förekommer även som efternamn. Den 31 december 2019 fanns det i Sverige 873 personer med Henning som efternamn. Henning är också namnet på ett samhälle i Norge, samt i delstaterna Illinois, Minnesota och Tennessee i USA.
Namnsdag: I Sverige 22 maj. I den finlandssvenska namnsdagslängden har Henning namnsdag 29 april sedan 1950.

## Personer med förnamnet Henning

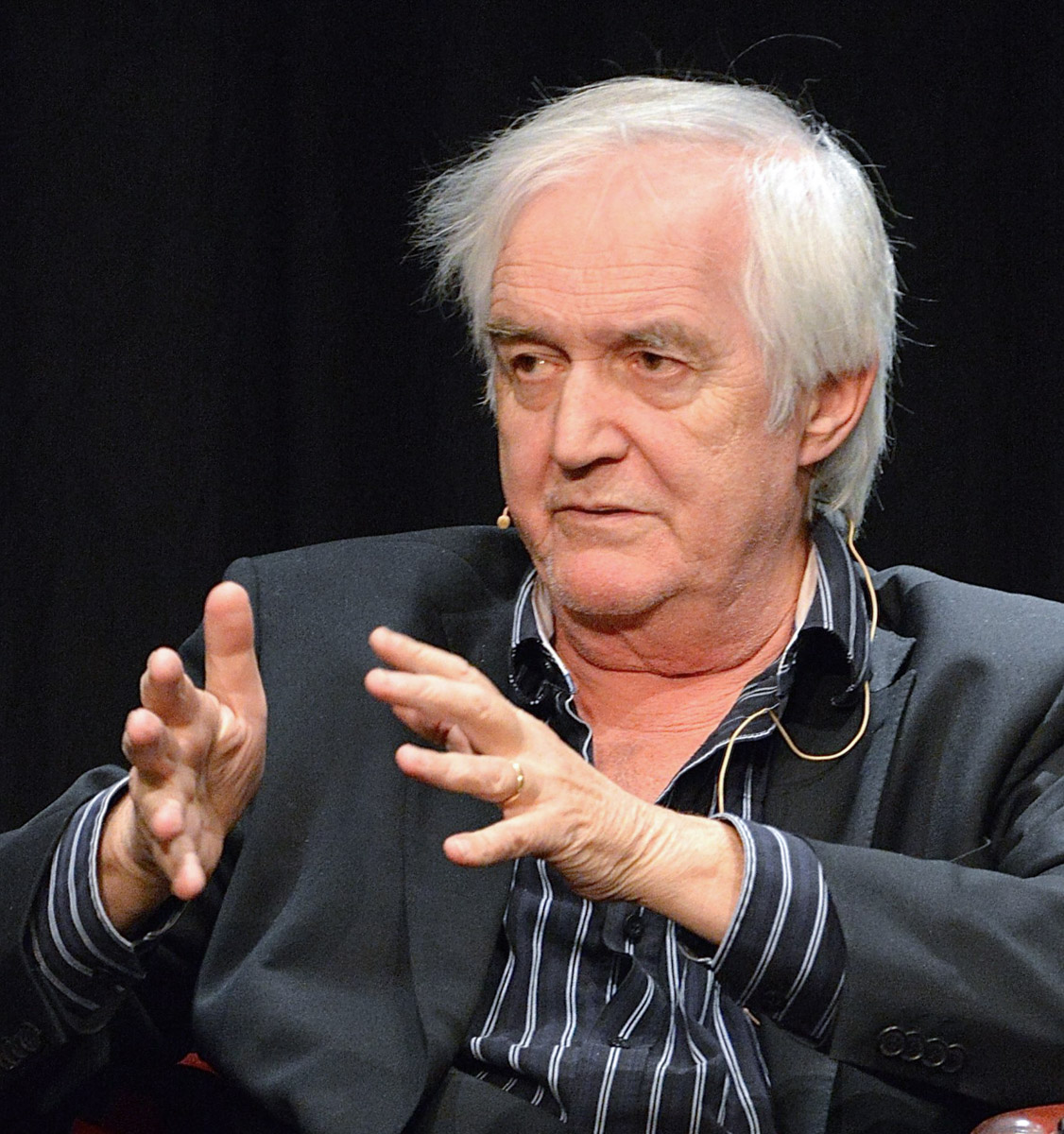
Henning Mankell (1948–2015).

- Henning Berger (1872–1924), svensk författare
- Henning Christophersen (1939–2016), dansk politiker, statsråd
- Henning Elmquist (1871–1933), svensk ämbetsman, socialpolitiker, minister och landshövding
- Henning Fritz (född 1974), tysk handbollsmålvakt
- Henning Adolf Gyllenborg (1713–1775), svensk greve och statsman
- Henning Hamilton (1814–1886), svensk greve, militär, ämbetsman, politiker och skriftställare, ledamot av Svenska Akademien
- Henning Hammarlund (1857–1922), svensk fabrikör, urmakare och författare
- Henning Rudolf Horn af Rantzien (1651–1730), svensk militär, greve och riksråd
- Henning Jensen (författare) (1838–1929), dansk präst, författare och politiker
- Henning Jensen (skådespelare) (född 1943), dansk skådespelare
- Henning Koppel (1918–1981), dansk guldsmed, formgivare, skulptör, tecknare och grafiker
- Henning von Krusenstierna (1862–1933), svensk sjöofficer och sjöminister
- Henning Larsen (1925–2013), dansk arkitekt
- Henning Leo (1885–1953), svensk fackföreningsman och socialdemokratisk politiker, statsråd
- Henning Liljegren (1877–1938), svensk filmproducent och biografägare
- Henning Malm (1872–1937), svensk operasångare, tenor
- Henning Mankell (tonsättare) (1868–1930), svensk tonsättare och kritiker, farfar till författaren med samma namn
- Henning Mankell (1948–2015), författare och teaterman
- Henning von Melsted, (1875–1953), svensk advokat, författare och skulptör
- Henning Morner (1200-talet), tysk riddare, stamfar till ätten Mörner
- Henning Nilsson (1908–1994), svensk ombudsman och kommunistisk politiker, riksdagsledamot
- Henning Pleijel (1873–1962), svensk fysiker, rektor för Kungliga Tekniska högskolan (KTH)
- Henning Schlasberg (1874–1950), svensk entreprenör
- Henning Schmitz (född 1953), tysk musiker, medlem i Kraftwerk
- Henning Schütte (1620–1707), svensk biskop i Kalmar stift
- Henning Sjöström (1922–2011), svensk advokat
- Henning Solberg (född 1973), norsk rallyförare
- Henning Söderbaum (1868–1943), svensk jurist
- Henning Witte (född 1958), tysk-svensk jurist, känd för olika konspirationsteorier

## Personer med efternamnet Henning
- Albert Henning  (1881–1963), postmästare och författare
- Ann Henning Jocelyn (född 1948), svensk-irländsk författare, översättare och radiopratare
- Ann-Marie Henning (född 1952), jazzpianist och musikdirektör
- Anne Henning (född 1955), amerikansk skridskoåkare
- Annika Henning (född 1981), journalist och författare
- Astrid Henning-Jensen (1914–2002), dansk skådespelare och regissör
- Carl Henning (1880–1965), ingenjör, arkitekt och kommunalpolitiker
- Christian Henning (död 1738) guld- och silversmed
- Doug Henning (1947–2000), kanadensisk illusionist
- Emelie Henning (född 1999), alpin skidåkare
- Ernst Henning (1857–1929), botanist och jordbruksforskare
- Ester Henning (1887–1985), skulptör och målare
- Eva Henning (1920–2016), norsk-svensk skådespelare
- Gerda Henning (1891–1951), dansk textilkonstnär
- Gerhard Henning (1880–1967), svensk-dansk konstnär
- Gitte Hænning (född 1946), dansk schlagersångerska
- Gösta Henning (1914–1990), målare
- Hanna Henning (1848–1922), konstnär och teckningslärare
- Holger Henning (1905–1991), militär
- Josephine Henning (född 1989), tysk fotbollsspelare
- Karl Henning (1843–1909), präst och kyrkohistoriker
- Lars Henning-Jensen (född 1943), dansk kompositör och dirigent
- Lorne Henning (född 1952), kanadensisk ishockeyspelare
- Magda Henning Andersson (1909–1990), författare
- Margareta Henning (född 1936), skådespelare
- Niklas Henning (född 1964), alpin skidåkare
- Petter Henning (1658–1714), silver- och guldsmed
- Petter Henning (ishockeyspelare)  (född 1980)
- Thor Henning (1894–1967), simmare
- Uno Henning  (1895–1970), skådespelare
- Wilhelm Henning (1899–1955), målare och skulptör

## Fiktiva personer
- Henning Nilsson, nyckelkaraktär i Per-Anders Fogelströms roman Mina drömmars stad från 1960